# FEARLESS (LE SSERAFIMのアルバム)
FEARLESS（フィアレス）は、韓国の女性アイドルグループ・LE SSERAFIMによる1枚目のミニ・アルバム。2022年5月2日、SOURCE MUSICからリリースされ、YG PLUSから発売された。タイトル曲はアルバム名と同じく『FEARLESS』で、収録曲はタイトル曲を含む全5曲で構成されている。本項目は2023年1月25日にリリースされた日本1stシングル『FEARLESS』（本アルバムの日本語版）についても記述する。

## 概要
元IZ*ONEのキム・チェウォンとサクラが所属している5人組女性アイドルグループ・LE SSERAFIM によるデビューミニアルバムである。本アルバム名は「世の中の視線に恐れない」という意味を持つグループ名であるLE SSERAFIMのアナグラム元である「IM FEARLESS（直訳: 私は恐れ知らず）」から由来されており、HYBE議長であるパン・シヒョク総括プロデューサーとクリエイティブディレクターのキム・ソンヒョンが制作に参加している。
本アルバムはプロモーション活動後の8月にいじめ疑惑でキム・ガラムが脱退した事から、キム・ガラムが参加した最初で最後の6人体制でのアルバムである。
売上枚数は先行予約の時点で38万枚を記録し、初動売上枚数では30万枚を突破。韓国のガールズグループデビューアルバム史上初の30万枚突破作品となった。
2023年1月25日には日本語版がリリースされ、オリコンの週間シングルランキングで1位を獲得し、売上枚数は初週で22万2千枚を売り上げた。これは韓国女性アイドルグループの日本デビューシングル歴代初週売上枚数1位の記録である。

## リリースまでの背景

### 韓国語版
2022年4月4日からメンバーの公開と同時にそのメンバーが歌っているパートの一部がデビュープロジェクトサイト「The First Moment of LE SSERAFIM」にて先行公開された。
4月13日、午前12時に本アルバムの発売とデビューショーケースの開催が発表された。午前10時には、アルバムの予約が開始された。
4月18日、デビュートレーラーが公開。背後の炎を気にせずに自分撮りをするキム・チェウォンの姿から始まり、空から車の上に落下するもすぐに立ち上がるキム・ガラム、駐車場でダイナミックなパフォーマンスを繰り広げるホ・ユンジン、音楽に合わせてダンスを踊るホン・ウンチェ、マイクの前に立つサクラ、情熱的にバレエを練習するカズハが次々と登場し、走るレーシングカーと、堂々としたメンバーたちの姿が交差した映像が繰り広げられている。リワインド技法を使った印象的な演出や、日本語と韓国語と英語によるナレーションも特徴的である。また本映像は公開から約14時間で100万回再生を突破した。
4月20日、22日、コンセプトフォト『Vol.1 BLACK PETROL』『Vol.2 BLUE CHYPRE』を公開。Vol.1ではレーシングをテーマにし、Vol.2では人魚姫を連想させる衣装を着用している。
4月29日、一つ目のミュージック・ビデオのティザーが公開。バイクに乗っているサクラ、クレーンにぶら下がった車両に腰掛けているカズハ、ボクシンググローブをはめて堂々とした魅力を見せているホ・ユンジン、自信に満ちた笑顔を見せているホン・ウンチェ、余裕のある表情で階段に座っているキム・ガラム、堂々とした眼差しで「I'm fearless」と歌うキム・チェウォンの姿が盛り込まれている。また本映像には、練習室を連想させるジムで華やかな群舞を披露するシーンも収められている。5月1日には二つ目のミュージック・ビデオのティザーが公開された。華やかなシャンデリアを背景に、黒の衣装を着用しており、第一弾とは異なる雰囲気を演出している。
5月2日、アルバムが発売し、デビュー。15時からオンライン・オフラインでの発売記念メディアショーケースが行われ、午後6時にはミュージック・ビデオが公開された。ミュージック・ビデオは公開されてから約19時間で再生回数1000万回を突破し、韓国と日本のYouTubeのリアルタイム人気動画1位、YouTubeのミュージックビデオトレンディングワールドワイドでも1位を獲得した。また、公開から一週間で再生回数5000万回を突破した。
8月9日、ミュージック・ビデオが公開100日目にして1億回再生を突破した。2022年にデビューした韓国のガールズグループとしては最短記録である。

### 日本語版
11月25日、日本公式SNSを通じて日本語版のリリースが発表された。
11月28日、29日、12月1日、コンセプトフォト『WHITE BACCHARIS』の個人写真、ユニット写真、グループ写真が公開された。本コンセプトは「開拓」という花言葉を持つ「バッカリス」のようにLE SSERAFIMが追求する恐れずに前へ進んでいくという方向性を表現している。
12月5日、6日、8日、コンセプトフォト『PINK MUSK』の個人写真、ユニット写真、グループ写真が公開された。本コンセプトは人の肌の匂いと形容される「ムスク」のような自伝的かつ等身大で人間的で愛らしい姿、周りの視線を気にすることなく好きなことに没頭する姿を表現している。
12月15日、『FEARLESS -Japanese Ver.-』が先行配信された。この楽曲は「第73回NHK紅白歌合戦」にて初パフォーマンスされた。
2023年1月8日、シングルの収録曲である『Choices』が先行配信された。
1月24日、『FEARLESS -Japanese Ver.-』のミュージック・ビデオティザーが公開された。ミュージック・ビデオはボードゲームの一種であるチェスをベースに自らを上下左右、対角線等自由に動かすことのできるチェスの駒「クイーン」と比喩させており、過去に執着することなく怖がらずに前に進んでいく抱負を表現している。
1月25日、アルバムとミュージック・ビデオのリリースと同時にショーケースを開催。

## 収録曲
| #         | タイトル                   | 作詞・作曲 | 時間  |
| --------- | -------------------------- | --- | ----- |
| 1.        | 「The World Is My Oyster」 | SCORE(13) / Megatone(13) / HYBE | 1:47  |
| 2.        | 「FEARLESS」               | SCORE(13) / Megatone(13) / Supreme Boi / BLVSH / JARO / Nikolay Mohr / "hitman" bang / ONEYE / Josefin Glenmark / emmy kasai / Kyler Niko / PAU / Destiny Rogers                                                                                                | 2:48  |
| 3.        | 「Blue Flame」             | SCORE(13) / Megatone(13) / Jonna Hall / ガヨン(PNP) / キム・インヒョン / danke (lalala studio) / キム・チェウォン / Ronnie Icon / Caroline Gustavsson / ホ・ユンジン                                                                                            | 3:22  |
| 4.        | 「The Great Mermaid」      | SCORE(13) / Megatone(13) / "hitman" bang / Sunshine (Cazzi Opeia & Ellen Berg) / Anne Judith Wik (Dsign Music) / Ronny Svendsen (Dsign Music) / Nermin Harambasic (Dsign Music) / danke (lalala studio) / Kyler Niko / PAU / イ・ヒョンソク(PNP) / チョン・ジヌ | 2:58  |
| 5.        | 「Sour Grapes」            | SCORE(13) / Megatone(13) / danke / ABIR / Kayofkaj / Nermin Harambasic (Dsign Music) / Lady V / キム・インヒョン / Sunshine (Cazzi Opeia & Ellen Berg) | 3:17  |
| 合計時間: | 合計時間:                  | 合計時間: | 14:12 |

| #         | タイトル                       | 作詞・作曲 | 時間 |
| --------- | ------------------------------ | --- | ---- |
| 1.        | 「FEARLESS -Japanese Ver.-」   | SCORE(13) / Megatone(13) / Supreme Boi / BLVSH / JARO / Nikolay Mohr / "hitman" bang / ONEYE / Josefin Glenmark / emmy kasai / Kyler Niko / PAU / Destiny Rogers     | 2:48 |
| 2.        | 「Blue Flame -Japanese Ver.-」 | SCORE(13) / Megatone(13) / Jonna Hall / ガヨン(PNP) / キム・インヒョン / danke (lalala studio) / キム・チェウォン / Ronnie Icon / Caroline Gustavsson / ホ・ユンジン | 3:22 |
| 3.        | 「Choices」                    | ALYSA / フィル・ジュバン / Lauren Kaori / ダニエル・キム / Jeremy G / miwaflower                                                                                     | 3:21 |
| 合計時間: | 合計時間:                      | 合計時間: | 9:32 |

| #  | タイトル                                              | 作詞 | 作曲・編曲 |
| -- | ----------------------------------------------------- | ---- | ---------- |
| 1. | 「FEARLESS -Japanese Ver.- Music Video」              |      |            |
| 2. | 「FEARLESS -Japanese ver.- MV & Jacket Shoot Sketch」 |      |            |

## 音楽性
JO1の『Born To Be Wild』、X1の『FLASH』などを担当した音楽プロデュース集団「13」のSCOREとMegatoneがメインプロデューサーとして全楽曲に参加している。「The World Is My Oyster」はイントロ曲で、ベースハウススタイルのトラックに「世界を自分のものにする」というメッセージが込められており、強烈なリズムとサイケデリックな雰囲気が調和を成した楽曲。本楽曲は「世界を思い通りにする」という抱負を日本語、韓国語、英語の3ヵ国語でナレーションしており、2022年9月に公開されたLE SSERAFIMのドキュメンタリーのタイトルにもなっている。
タイトル曲の「FEARLESS」は、ボールドなベースリプと、グルーヴがあるリズムと調和を成したパンクベースのオルタナティブポップジャンルの楽曲で、世の中の視線に揺れることなく、恐れず前に進んでいくというメッセージが盛り込まれている。パン・シヒョク統括プロデューサーが作詞とプロデュースに参加し、BTSの『Life goes on』をプロデュースしたシンガーソングライターであるBLVSHと、アメリカの有名なポップアーティストであるDestiny Rogersも本楽曲のプロデュースを担当した。本楽曲はバレエダンサーであったカズハや、HKT48とIZ*ONEのメンバーであったサクラなどといったメンバーの過去にも関連しており、アルバムストーリーテーリングチームのチーム長であるホ・ヨンジは次の様に語っている。
| 「                                                                                          | 現実に全員が満足できないからこそ、この世界では私は満足できない、もう一度前に進みたいと思います。でも皆さんが話したいことは未来の話です。なので過去を話している人に「私たちは過去なんて必要ない。私たちは未来へ進んでいく。怖がらずに進んでいき過去にとらわれないんだ。」そう話しているのが「FEARLESS」である。 | 」 |
| —ホ・ヨンジ（LE SSERAFIMによるドキュメンタリー「The World Is My Oyster」のエピソード2より） | |    |

尚「FEARLESS -Japanese Ver.-」の日本語訳はBTSやTWICEの日本語訳を担当した経歴がある岡嶋かな多が担当している。「Blue Flame」はハイブオリジナルストーリー「Crimson Heart」のテーマ曲で、「欲望」を象徴する青いホタルに導かれて魔法の荒野である'UNKNOWN'へと向かっていく話が描かれている。この楽曲はメンバーのキム・チェウォン、ホ・ユンジンが作詞に参加しており、洗練されたメロディーで神秘的な雰囲気を醸すディスコ・パンクスタイルの楽曲構成になっている。「The Great Mermaid」は童話「人魚姫」を再解釈した楽曲で、タイトル曲「FEARLESS」と同様、パン・シヒョク統括プロデューサーが作詞とプロデュースに参加している。「Sour Grapes」はイソップ寓話の中の「すっぱいブドウ」の物語からモチーフを得ており、恋に対する純粋な好奇心と自分自身をより大切にする自己中心的な面が共存する心理を歌ったR&Bとボッサノヴァが合わさったポップジャンルの楽曲になっている。
日本語版にのみ収録されている日本オリジナル曲「Choices」はレトロなヒップホップ、R&Bを取り入れたサウンドになっており、いつも隣り合わせにある人生の「選択」に対してどのような困難があっても、前向きに自分の生き方を貫いていくというメッセージが込められている。

## プロモーション

### 韓国語版
形態はBLACK PETROLバージョン、BLUE CHYPREバージョンの2形態に加えて、Monochrome Bouquetバージョンがリリースされた。またそれに関連して、ステッカーやポストカードなどが封入されている1stミニ・アルバム『FEARLESS』オフィシャルマーチャンダイズ「The First Moment In Your Hands」がリリースされた。
5月5日放送のMnet「M COUNTDOWN」を皮切りに様々な音楽番組に出演し、6月5日放送のSBS「人気歌謡」を最後にアルバムの公式的なプロモーション活動の一環である音楽番組への出演を終えた。5月20日放送のKBS 2TV「ミュージックバンク」はキム・ガラムのいじめ疑惑により出演を中止。5月22日放送のSBS「人気歌謡」からは活動中断となったキム・ガラムを除いた5人体制で活動を行った。
音楽番組ではデビューから8日の5月10日放送のSBS MTV「THE SHOW」で初の1位を獲得。13日放送のKBS 2TV「ミュージックバンク」でも1位を獲得した。17日に放送されたMTV「THE SHOW」でも1位を獲得。6月1日にMBC MUSICで放送された「SHOW CHAMPION」でも1位を獲得し、音楽番組首位としては合計4冠獲得した。
日本での活動
5月9日、日本の音楽番組であるTBS「CDTV ライブ! ライブ!」に初出演し、『FEARLESS』をフルサイズで披露した。放送の直後には「LE SSERAFIM」などの関連キーワードがYahoo! Japanのリアルタイム検索ランキングで1位を獲得し、日本のTwitterリアルタイムトレンドにもランクインを果たした。また、6月20日に放送された「CDTV ライブ! ライブ! 3時間スペシャル」にも出演し、収録曲である『Blue Flame』を披露した。
6月19日、LINE MUSIC有料会員を対象に「FEARLESS」を600回以上再生した方の中から抽選で18人をランダムでメンバー一名のみとミート＆グリートができる「メンバー個別オンラインミーグリ」に招待し、応募者全員にオリジナルLINEトーク背景画像をプレゼントするキャンペーンを行った。
7月1日に来日。2日は日本テレビ系「THE MUSIC DAY」へ出演し、3日に1stミニアルバム「FEARLESS」オフライン特典会を日本で実施。4日はフジテレビ系「めざましテレビ」に出演した。また13日にはフジテレビ系「2022FNS歌謡祭 夏」に出演した。

### 日本語版
形態は初回限定盤A、初回限定盤B、通常盤、LE SSERAFIM Weverse Shop JAPAN盤、UNIVERSAL MUSIC STORE盤、初回限定メンバーソロジャケット盤（メンバー各5種）の計10種が展開される。アルバムのコンセプトは『WHITE BACCHARIS』と『PINK MUSK』の2つが展開されている。
LINE MUSICでは12月21日から同月27日までに『FEARLESS -Japanese Ver.-』を沢山再生した人の中から抽選で15人を「オンライン メンバーランダム個別2ショット撮影」へ招待する有料ユーザー限定のキャンペーンが行われた。
東京のSHIBUYA109、大阪のSHIBUYA109阿倍野店ではアルバムのポップアップストアが1月2日から29日まで展開され、アルバムビジュアルを使用したオリジナルのグッズが販売された。
タイトル曲である『FEARLESS -Japanese Ver.-』は12月31日放送の第73回 NHK紅白歌合戦にて初披露され、収録曲『Blue Flame -Japanese Ver.-』の初披露は1月30日放送のCDTV ライブ! ライブ!にてタイトル曲と共に披露された。タイトル曲は紅白歌合戦とCDTV ライブ!ライブ!のみではなくMUSIC STATIONやZIP!などでも披露された。

## 批評
| 専門評論家によるレビュー | 専門評論家によるレビュー |
| レビュー・スコア         | レビュー・スコア         |
| 出典                     | 評価                     |
| ------------------------ | ------------------------ |
| NME                      | [ 2 ]                    |

NMEは本作品を星5つ中3つと評価し、「ガールズグループとしての旅は始まったばかりなので、コンセプトを固め、止められない力に成長するには十分な時間がある。 可能性はまだそこにあり、今や彼女たちはそれを世界に解き放つための歌が必要なだけだ」とコメントした。
タイトル曲のFEARLESSがアメリカの週刊誌「タイム（TIME）」が選定した「2022 ベストK-POPソング」に選出。「洗練されたタイトル曲『FEARLESS』で人々の期待を上回った。ファンクでオルタナティブなポップソングの中で、LE SSERAFIMはトップになろうと決意している。『欲を隠せというあなたの言葉はおかしい。謙遜な演技なんてこれ以上しない。』という歌詞で頂上を目指すLE SSERAFIMの覚悟を見せ、『What you lookin' at』という何回も繰り返される強烈な歌詞と滑らかなベースラインが加わったクセになるサビが中毒的で、リプレイする価値のある楽曲だ」と評価した。

## 受容

### 韓国語版
| HANTEOチャートでの『FEARLESS』初動販売枚数の推移 | HANTEOチャートでの『FEARLESS』初動販売枚数の推移 | HANTEOチャートでの『FEARLESS』初動販売枚数の推移 |
| 日時                                             | 日間販売枚数                                     | 累積販売枚数                                     |
| ------------------------------------------------ | ------------------------------------------------ | ------------------------------------------------ |
| 5月2日                                           | 176,800枚                                        | 176,800枚                                        |
| 5月3日                                           | 65,400枚                                         | 242,200枚                                        |
| 5月4日                                           | 21,000枚                                         | 263,300枚                                        |
| 5月5日                                           | 6,400枚                                          | 269,700枚                                        |
| 5月6日                                           | 27,700枚                                         | 297,500枚                                        |
| 5月7日                                           | 3,200枚                                          | 300,700枚                                        |
| 5月8日                                           | 6,700枚                                          | 307,400枚                                        |
| 初動販売枚数                                     | 307,400枚                                        | 307,400枚                                        |

HANTEOチャートで発売当日に17万6861枚を記録し、初日売上枚数としては韓国の歴代ガールズグループのデビューアルバム1位を記録した。2日目には累積売上枚数が24万2270枚となり、韓国の歴代ガールズグループデビューアルバム初動販売枚数1位のNMIXXの「AD MARE」の記録である22万7399枚を塗り替えた。最終日である5月9日には30万7450枚を売り上げ、韓国の歴代ガールズグループにおけるデビューアルバム初動売上枚数としては当時1位を記録した。初動一週間で30万枚を超えた女性グループとしてはBLACKPINK、IZ*ONE、Red Velvet、IVE、TWICEに続く6組目であり、デビューアルバムとしては初の快挙である。
日本、ブラジル、シンガポールなどの世界13ヶ国にiTunesトップアルバムチャートで1位を獲得。タイトル曲『FEARLESS』は、タイとシンガポールのトップソングチャートで一位を獲得し、収録曲である『Blue Flame』はペルーのトップソングチャートで一位を獲得した。
5月11日に公開されたBillBoard Japanの総合アルバム・チャートである「HOT Albums」で1位を獲得し、ダウンロードアルバムチャートでも1位を獲得した。6月11日付では「ビルボードグローバル」で53位、「ビルボードグローバル200」で105位を獲得した。米ビルボードではデビューしてから8日でチャートインし、18週に渡ってチャートに留まった。
Spotifyの5月3日付のグローバルトップ200で175位を記録し、3日連続でチャートイン。ガールズグループのデビュー曲としては最短期間でのチャートインを記録。日本の「トップ200」では161位にチャートイン、翌日には54位となり、3日目には3位上昇した51位を記録。韓国では発売当時に20位で初登場した後、1日で17位上昇した3位を獲得し、7日付けのチャートでも5位を記録。タイ、マレーシア、シンガポール、台湾などといったその他の国でもチャート上位圏を維持した。
2枚目のミニアルバム『ANTIFRAGILE』のリリースが決定した際には、韓国のSpotifyのチャートへ本アルバムの収録曲が再進出をし、『Blue Flame』はデイリートップソングチャートにて9月24日に138位を記録し、25日に112位、26日に91位、27日に72位と徐々に順位を上げていった。『Sour Grape』も9月25日のデイリートップソングチャートにて171位を記録し、26日には151位、27日には37位上がって114位を記録した。表題曲の『FEARLESS』は、9月27日にデイリートップソングチャートにて上位圏である14位を記録した。
『FEARLESS』は、9月28日にSpotifyの累積再生回数で1億回を突破し、1億回ストリーミング再生を達成した2022年デビューのKPOPアイドルとしては最短を記録した。翌年2月6日には3億回ストリーミング再生を記録し、7日に発表された2月11日付のアメリカを除外したビルボードグローバルチャートにも194位と再びランクインをした。
5月2日付のLINE MUSICのデイリーTOPソングランキングでは1位で登場してから上位をキープし、8日付けのランキングでは5位を記録した。
5月13日付のオリコン週間合算アルバムランキングで1位を獲得。海外の女性アイドルグループが1位を取るのはTWICEの「＃TWICE4」以来2ヶ月ぶりであり、2022年では2組目である。また5月16日付のオリコンウィークリーランキング、デジタルアルバムダウンロードランキングで1位を獲得。ストリーミングランキング7位、デジタルシングルダウンロードランキング10位と、他のランキングにも名を連ねた。
5月5日のMelon日間トップ100にて100位で初進出。その後地道に順位を上げ、9日には48位にまで進出した。17日には19位で20位圏内にチャートインし、29日付では10位にチャートインした。2022年6月時点で発表された女性グループのデビュー曲の中では最高記録である。29日付のBugs!日間チャートでは2位、Genie日間トップ200では10位を記録した。

### 日本語版
12月15日に先行配信されたタイトル曲は配信開始直後である午前2時のAWAと楽天ミュージックのリアルタイムチャートで首位を獲得した。
アルバムの予約枚数は26万枚を記録した。またオリコンの1月24日付のデイリーシングルランキングチャートでは13万2621枚の売上を記録し初登場1位を獲得した。
初週の売り上げは韓国の女性アイドルグループの日本デビューシングル初週売上枚数歴代1位である22万2千枚を記録し、海外女性アーティストのデビューシングルとしては約5年3ヶ月ぶりにオリコン週間ランキングで首位を獲得した。またタワーレコード全店の総合シングル週間チャートでは1位と2位をそれぞれBバージョン、Aバージョンで独占した。2月14日に公開されたオリコン月間チャートでは韓国の女性アイドルグループとしては約4年ぶりに首位を獲得した。
2月1日に公開された2月3日付のBillboard JAPANチャートではJAPAN HOT 100とTop Singles Salesにて初登場首位を記録した。特にJAPAN HOT 100では1位を獲得したことによってOfficial髭男dismの楽曲『Subtitle』による9週連続、13度目となる総合首位記録をストップさせる結果となった。
2023年2月10日、日本ゴールドディスクにて累積出荷数25万枚以上を達成したことから第四世代KPOPアイドルグループとしては初めてプラチナ認定を獲得した。翌月10日には出荷50万枚を突破したことから海外女性グループとしては初のダブルプラチナ認定を獲得した。
3月22日、Billboard JAPANにて自身初の1億回ストリーミングを達成した。

## クレジット

### アルバム楽曲
AllMusic「Credits」欄に準拠。
- 歌唱者 - LE SSERAFIM
- メインプロデューサー - 13（Megatone、SCORE）
- コンポーザー - Abir、パン・シヒョク、Danke、Caroline Gustavsson、Jonna Hall、Nermin Harambasic、ホ・ユンジン、Kim In Hyeong、Kim In-Hyun、Ronnie Icon、Jinwoo Jeong、Kayofkaj、Lady V、Hyung Seok Lee、Oneye、Sunshine、Ronny Svendsen、Anne Judith Wik、キム・チェウォン、Ga Young
- プロデューサー[注 8] - Blvsh、Josefin Glenmark、HYBE、Jaro、Emmy Kasai、Nikolay Mohr、Kyler Niko、Pau、Destiny Rogers、Supreme Boi
- アシスタント - Matt Cahill、Ramiro Fernandez-Seoane
- ミキシングエンジニア - Chris Galland、Manny Marroquin、Geoff Swan
- ボーカルアレンジメント - Stella Jang

### 『FEARLESS』 ミュージック・ビデオ
YouTubeにて公開されている『FEARLESS』のミュージック・ビデオの概要欄に準拠。
- クリエイティブディレクター - NU KIM（キム・ソンヒョン）
- ビジュアルクリエイティブ - キム・ユジュ、チョ・ガブリエル、チョ・ユン、ムン・スンウン
- パフォーマンスディレクター - パク・ソヨン
- パフォーマンスアシスタント - ユン・ソヨン
- A&R - キム・キュヨン、キム・セウォン
- ディレクター - Guzza（KUDO）
- アシスタントディレクター - イム・ヒョンヒ、チャン・イェスル
- 音響 - キム・クーキ、ヤン・ジニョン、キム・テウン、パク・ジニ
- プロダクションチーム - SSUPORT
- フォトグラフィーディレクター - Eumko、ユン・サンウ
- 撮影アシスタント
  - 1st - イ・ヨンウ、ミン・スンジュ
  - 2nd - イ・ウニル、キム・ジミン
  - 3rd - イ・ドンヒョン、アン・ヨウン
- DIT - コ・ユンテ、ユ・ミンジュ
- ジミージブオペレーター - キム・ヨンジュン
- ジミージブアシスタント - キム・ヒョンイン、イ・ソクチャン
- テクノクレーンオペレーター - イ・サンジョ、チェ・テヒョン
- テクノクレーンアシスタント - ファン・ヨンウン、キム・ドユン、アン・ジュンファン、ウ・ジス、キム・ハクソ、キム・ナクドゥ
- 監督 - チョン・ジュニョク
- 照明 - ハン・ジェスン、キム・ヒョンソク、チョン・ファヨン、キム・ビョンジョン、シン・ドンユン、チェ・ジスプ、チョ・ジョハン
- アートディレクター - ジンシル、ボナ（@Mu:E）
- アシスタントアートチーム - チェ・アヨン、ユン・ジウン（@Mu:E）
- アートチームマネージャー - ホ・イルホ（@Mu:E）
- 特殊効果 - JEIL.M.S
- スタントコーディネーター - チョン・ユンホン
- スタントチーム - ソ・ミヌ、チェ・ミンヒョク、ユン・ミンギュ、キム・テギュン、シン・ユシク、イ・カンヨン、イ・ソンミン
- VFXスタジオ - SECOND FLOOR
- VFX管理者 - ビョン・デヨン
- 2D合成 - イ・アヨン、コ・ヨンジュン、キム・チェヨン
- FXアーティスト - カン・ヘジュ、ユ・ゴヨン
- プロジェクトマネージャー - キム・ソユン
- DI（ダイレクトボックス） - LUCID COLOUR
- カラーリスト - コ・ウォンソク
- DI クルー - ベク・ジェヨン、キム・ダイン、ホン・セレ
- DIプロデューサー - ヒョン・ソユン

## タイアップ
| 楽曲    | タイアップ                                               |
| ------- | -------------------------------------------------------- |
| Choices | 東海テレビ・フジテレビ系ドラマ『三千円の使いかた』主題歌 |

## リリース日程
| 地域     | 日程          | フォーマット | 形態               |                  |
| -------- | ------------- | ------------ | ------------------ | ---------------- |
| 韓国     | 2022年5月2日  | CD           | Vol.1 BLACK PETROL | - HYBE - YG PLUS |
| 韓国     | 2022年5月2日  | CD           | Vol.2 BLUE CHYPRE  | - HYBE - YG PLUS |
| 韓国     | 2022年5月2日  | CD           | Monochrome Bouquet | - HYBE - YG PLUS |
| 全世界   | 2022年5月2日  | デジタル配信 | -                  | - HYBE - YG PLUS |
| 日本語版 | 2023年1月25日 | CD           | 全形態             | - EMI Records    |